# (3605) Davy
(3605) Davy ist ein Asteroid des Hauptgürtels, der am 28. November 1932 vom belgischen Astronomen Eugène Joseph Delporte an der königlichen Sternwarte in Ukkel entdeckt wurde.
Der Asteroid wurde 1988 nach Davy DeWinter, dem Sohn der Leiterin des Königlich Observatorium von Belgien, benannt.